# 猪田村
猪田村（いだむら）は三重県名賀郡にあった村。現在の伊賀市北西部、伊賀鉄道伊賀線・猪田道駅の西方一帯、概ね木津川左岸にあたる。

## 地理
- 河川：木津川

## 歴史
- 1889年（明治22年）4月1日 - 町村制の施行により、猪田村・山出村・上ノ庄村・笠部村の区域をもって伊賀郡猪田村が発足。
- 1896年（明治29年）4月1日 - 所属郡が名賀郡に変更。
- 1950年（昭和25年）8月1日 - 上野市に編入。同日猪田村廃止。

## 交通

### 鉄道路線
村域には鉄道路線は存在しなかったが、近鉄伊賀線（現・伊賀鉄道伊賀線）の猪田道駅が木津川対岸の依那古村に所在。